# Estación Mulpun
Mulpun fue una estación de ferrocarril de Chile que se ubicó en la localidad de Mulpun, en la comuna de Máfil, Región de Los Ríos. Fue construida con Ferrocarril Central y perteneció a la Red Sur de la Empresa de los Ferrocarriles del Estado. Actualmente se encuentra cerrada y levantada.

## Historia
El recinto ferroviario se inauguró en 1905, junto con la apertura del tramo entre la estación Pitrufquén y la estación Antilhue. Su nombre proviene del mapudungún Múlpun (Hollín, Hollinado).
La estación fue destruida después del terremoto de Valdivia de 1960.
Actualmente la estación se encuentra levantada y cerrada, quedando pocos rastros de esta.

## Servicios de carga
- Ninguno; esta estación se halla cerrada y levantada.